# Jemiołów
Jemiołów (deutsch Petersdorf) ist ein Dorf der Landgemeinde Łagów (Lagow) im Powiat Świebodziński der Woiwodschaft Lebus in Polen.
Es befindet sich 16 km östlich von Torzym (Sternberg) und ist Teil des Landschaftsschutzparks Łagów (Łagowski Park Krajobrazowy). Fünf Kilometer westlich von Jemiołów befindet sich die Quelle der Pleiske. Im Nordwesten grenzt der Ort an den Truppenübungsplatz Wandern, bei dessen Anlegung im Jahr 1939 die Nachbarorte Lindow und Groß Kirschbaum geräumt wurden.
Seit 1818 war Petersdorf Teil des preußischen Landkreises Sternberg und kam bei dessen Teilung 1873 zum Landkreis Oststernberg, dem es bis 1945 angehörte. 1939 lebten in Petersdorf 398 Einwohner.
Nach dem Ende des Zweiten Weltkrieges wurde das neumärkische Dorf polnisch und erhielt den Namen Jemiołów.
Seit den 1960er Jahren befindet sich in der Nähe von Jemiołów bei 52°21' nördlicher Breite und 15°16′ östlicher Länge eine Sendeanlage für UKW und TV. Als Antennenträger wird ein 316 Meter hoher, abgespannter Sendemast verwendet.
Seit 2001 besteht zwischen Jemiołów und dem Ortsteil Banzendorf der Gemeinde Lindow in Brandenburg eine Partnerschaft.

## Persönlichkeiten
- Wolfgang Darsow (* 1911 in Petersdorf; † 1954 in Trier), deutscher Klassischer Archäologe.